# Iida Rauma
Iida Rauma (née en 1984 à Littoinen) est une auteure finlandaise. 
Son premier roman, Le livre des disparitions (2011) a été nommé pour le prix de littérature Helsingin Sanomat. Son second roman, Sur le sexe et les mathématiques (2015), a été nommé pour le Prix de littérature de l'Union Européenne, le prix Toisinkoinen et le prix de littérature HelMet. Il a reçu le prix Kalevi Jänti et le prix Tulenkantaja. 

## Biographie
Iida Rauma vit et travaille à Turku.
Elle possède une maîtrise en sciences politiques, obtenue à l'université de Turku, où elle a étudié les sciences politiques, les études de genre et l'écriture créative. Elle a également suivi des études de cinéma à l'Ecole de dessin de Turku.
Elle enseigne l'écriture créative à l'Université de Turku, publie des articles dans des revues littéraires.
Elle a fondé le magazine porno queer féministe Ménage à Trois.

## Œuvre
Le livre des disparitions, son premier roman, traite de la violence structurelle sociale autour du thème de la disparition. 
Son second roman, Sur le sexe et les mathématiques, explore les rapports entre l'humain et la nature, la capacité humaine à connaître et les types de connaissances, le sexisme patriarcal, la violence des rapports de pouvoir et la féminité. Selon Iida Rauma, cet ouvrage est une tentative de répondre aux questions et angoisses soulevées par un mode de vie humain destructeur de l'environnement.
Son troisième roman, à paraître en 2022, s'intitulera Destruction : une étude de cas.

## Prix
- 2023 : mention spéciale au prix de littérature de l'Union européenne
- 2016 : Prix Tulenkantaja
- 2016 : Nommée pour le prix de littérature de l'Union Européenne
- 2016 : Nommée pour le Prix HelMet
- 2015 : Prix Kalevi Jäntti
- 2015:  Nommée pour le Prix de littérature Toisinkoinen
- 2011 : Nommée pour le  prix de littérature Helsingin Sanomat (catégorie meilleur premier roman)